# Straßenbahn Hendaye

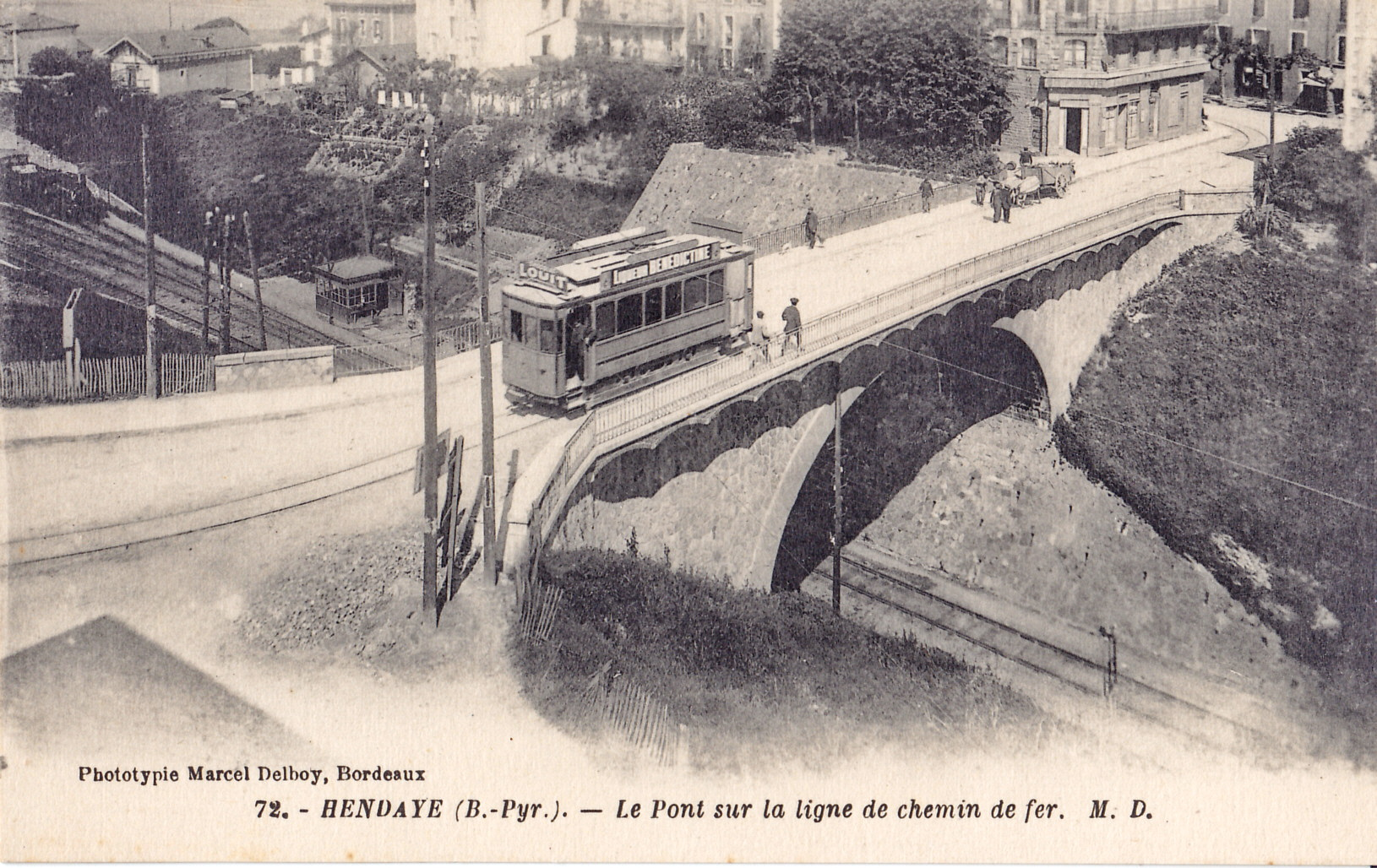
Elektrische Straßenbahn in Hendaye (1914)

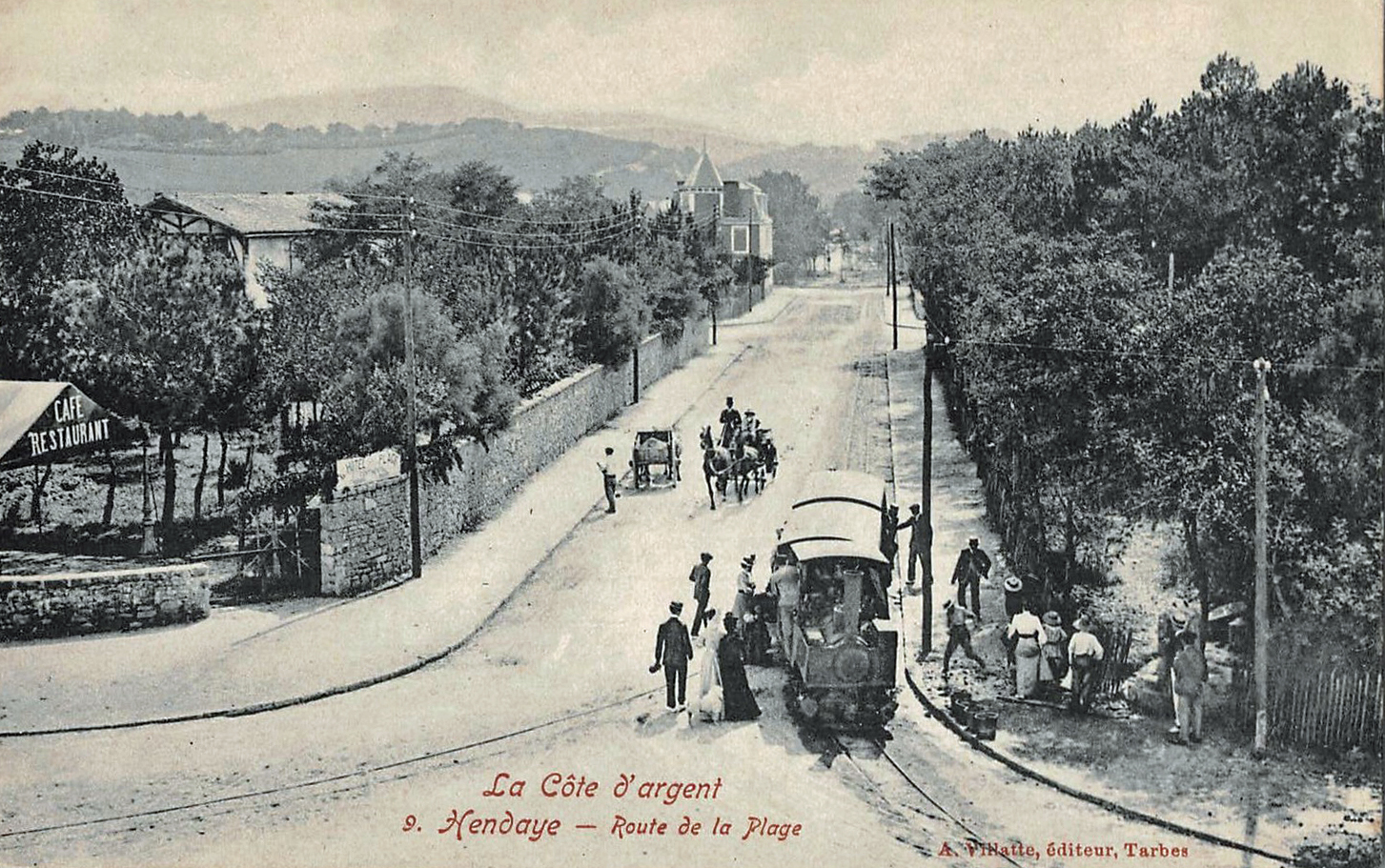
Decauville-Zug der dampfbetriebenen Schmalspurbahn

Die Straßenbahn Hendaye (frz.: Tramway d’Hendaye) war ein Straßenbahnbetrieb im französischen Bade- und Grenzort Hendaye.
Im Juli 1906 wurde eine 2,8 Kilometer lange, mit Pferden und Dampf betriebene Schmalspurbahn der Spurweite 600 mm (System Decauville) eröffnet. Sie verband im Sommer den Bahnhof der Südbahn mit dem Strand. Nach dem Ende der Saison 1907 beschloss man die Elektrifizierung der Strecke und ihre Umspurung auf Meterspur.
Am 15. August 1908 nahm die elektrische Straßenbahn mit drei Trieb- und drei Beiwagen die Verkehrsbedienung auf einer Strecke von zuletzt vier Kilometern Länge auf. Die Betriebsführung lag in den Händen der Société des Voies Ferrées Départementales du Midi (VFDM), die auch den überörtlichen Verkehr durchführte. Der Betrieb endete am 1. November 1935.